# Atlanta Chiefs
Atlanta Chiefs – amerykański klub piłkarski z Atlanty, w stanie Georgia. Drużyna występowała w lidze NPSL i NASL, a jego domowym obiektem były Atlanta-Fulton County Stadium i Tara Stadium. Zespół istniał w latach 1967–1973 oraz w latach 1979–1981 jako Atlanta Apollos.

## Historia
9 sierpnia 1966 roku Atlanta Braves, Inc., otrzymał franczyzę w nowo utworzonej lidze NPSL. Miesiąc później, korporacja zatrudniła Phila Woosnama jako głównego trenera zespołu, który dnia 8 stycznia 1967 został nazwany Atlanta Chiefs. Pod koniec lutego 1967 roku Phil Woosnam sprowadził do klubu kilku piłkarzy z Emory University na testy medyczne. Po wyborze przez trenera graczy do drużyny, Atlanta Chiefs przystąpiła do rozgrywek NPSL, które zaczęli dnia 16 kwietnia 1967 roku od porażki 1:0 z Baltimore Bays. Po zakończeniu NPSL, NPSL połączyło się z USA, tworząc tym samym NASL. W sezonie 1968 zespół zdobył mistrzostwo USA oraz dwukrotnie pokonał w meczach towarzyskich Manchester City.
Choć w Atlancie Chiefs nie było żadnego wielkiego zawodnika w lidze NASL, drużyna ta przyniosła bardzo duże znaczenie w tej lidze. Phil Woosnam po zdobyciu mistrzostwa USA został wybrany komisarzem NASL, który przewodniczył ją w najbardziej krytycznym okresie w historii między 1968–1970, kiedy dramatycznie spadła w niej frekwencja i liczba klubów.
Sezon 1969 z powodu kłopotów klubów z franchisingiem został podzielony na dwie części. Pierwsza część nosiła nazwę International Cup, w którym kluby reprezentowane przez brytyjskie kluby. The Chiefs było reprezentowane przez Aston Villę. Tę część sezonu drużyna zakończyła z bilansem 2 zwycięstw, 4 remisów i 2 porażek. W drugiej części sezonu drużyny wróciły do swoich normalnych harmonogramów i rozegrały 16 meczów bez play-offów, w wyniku czego Atlanta Chiefs zdobyła w tym sezonie wicemistrzostwo USA.
Atlanta Chiefs był jednym z nielicznych klubów NASL, który dopadł po sezonie 1969 kryzys finansowy. Klub został przemianowany w Atlanta Apollos, po czym w 1973 roku został sprzedany do właścicieli Atlanta Hawks grającej w koszykarskiej lidze NBA i domowe mecze w sezonie 1973 rozgrywała na Bobby Dodd Stadium.
Atlanta Apollos został reaktywowany w 1979 roku, kiedy to klub Colorado Caribous po otrzymaniu franczyzy przeniósł się do Atlanty wraz z właścicielami Cecil i Tedem Turnerem. Zespół nie zdołał jednak już powtórzyć sukcesów z końca lat 70. i w 1981 roku został on rozwiązany.

## Osiągnięcia

### NASL
- Mistrz USA: 1968
- Wicemistrz USA: 1969, 1971

### Halowa NASL
- Półfinał: 1980, 1981

### Nagrody indywidualne
Trener Roku NASL
- Phil Woosnam - 1968

Odkrycie Sezonu NASL
- Kaizer Motaung - 1968

Jedenastka Sezonu NPSL/NASL
- 1967: Emment Kapengwe
- 1969: Emment Kapengwe, Kaizer Motaung
- 1970: Uriel Da Veiga, Dave Metchick, Art Welch
- 1971: Kaizer Motaung
- 1972: Paul Child
- 1981: Brian Child

## Sezon po sezonie
| Sezon     | Liga        | Z  | R | P  | Pkt | Sezon                         | Playoff                | Śr. frekwencja |
| --------- | ----------- | -- | - | -- | --- | ----------------------------- | ---------------------- | -------------- |
| 1967      | NPSL        | 10 | 9 | 12 | 135 | 4.miejsce, Dywizja Zachodnia  | Nie zakwalifikował się | 6,961          |
| 1968      | NASL        | 18 | 6 | 7  | 174 | 1.miejsce, Dywizja Atlantycka | Mistrz                 | 5,794          |
| 1969      | NASL        | 2  | 4 | 2  | 28  | 4.miejsce                     | Nie rozgrywano         | 3,371          |
| 1970      | NASL        | 11 | 5 | 8  | 123 | 2.miejsce, Dywizja Południowa | Nie zakwalifikował się | 3,002          |
| 1971      | NASL        | 12 | 5 | 7  | 120 | 1.miejsce, Dywizja Południowa | Finalista              | 4,275          |
| 1972      | NASL        | 5  | 3 | 6  | 56  | 3.miejsce, Dywizja Południowa | Nie zakwalifikował się | 5,034          |
| 1973      | NASL        | 3  | 7 | 9  | 62  | 3.miejsce, Dywizja Południowa | Nie zakwalifikował się | 3,317          |
| 1979      | NASL        | 12 | 0 | 18 | 121 | 4.miejsce, Dywizja Centralna  | Nie zakwalifikował się | 7,350          |
| 1979/1980 | Halowe NASL | 10 | 0 | 2  | —   | 1.miejsce, Dywizja Zachodnia  | Półfinał               |                |
| 1980      | NASL        | 7  | 0 | 25 | 74  | 4.miejsce, Dywizja Centralna  | Nie zakwalifikował się | 4,884          |
| 1980/1981 | Halowe NASL | 13 | 0 | 5  | —   | 1.miejsce, Dywizja Zachodnia  | Półfinał               |                |
| 1981      | NASL        | 15 | 0 | 17 | 151 | 1.miejsce, Dywizja Południowa | Pierwsza runda         | 6,189          |

## Znani piłkarze
| - Brian Alderson - Jeff Bourne - David Byrne - Vic Crowe - Everald Cummings - David Irving - Mark Jakobowski - Brian Kidd | - Hayden Knight - Walker McCall - Kaizer Motaung - Ron Newman - Colin Waldron - Tony Whelan - Phil Woosnam |  |

## Trenerzy
- 1967–1968:  Phil Woosnam
- 1969–1972:  Vic Rouse
- 1973:  Ken Bracewell
- 1979–1980:  Dan Wood
- 1980–1981:  David Chadwick